# Tapinopa
Tapinopa là một chi nhện trong họ Linyphiidae.
Chi này gồm các loài:

## Các loài
- Tapinopa bilineata Banks, 1893
- Tapinopa disjugata Simon, 1884
- Tapinopa gerede Saaristo, 1997
- Tapinopa guttata Komatsu, 1937
- Tapinopa hentzi Gertsch, 1951
- Tapinopa longidens (Wider, 1834)
- Tapinopa vara Locket, 1982